# NGC 5263
NGC 5263 је спирална галаксија у сазвежђу Ловачки пси која се налази на NGC листи објеката дубоког неба.
Деклинација објекта је + 28° 23' 59" а ректасцензија 13h 39m 55,6s. Привидна величина (магнитуда) објекта NGC 5263 износи 13,4 а фотографска магнитуда 14,1. NGC 5263 је још познат и под ознакама UGC 8648, MCG 5-32-58, CGCG 161-113, KUG 1337+286, IRAS 13376+2839, PGC 48333.